# Lysapsus
Lysapsus és un gènere de granotes de la família dels hílids que es troba a Sud-amèrica (a l'est dels Andes).

## Taxonomia
- Lysapsus caraya (Gallardo, 1964).
- Lysapsus laevis (Parker, 1935).
- Lysapsus limellum (Cope, 1862).